# Nurul Islam Sujan

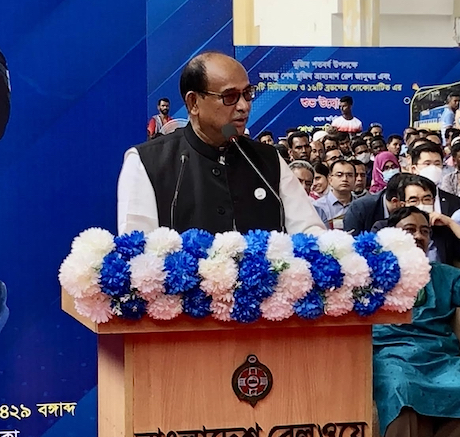
Nurul Islam Sujan

Nurul Islam Sujan (bengalisch নূরুল ইসলাম সুজন; * 5. Januar 1956) ist ein bangladeschischer Politiker. Er ist Mitglied der Awami-Liga. 

## Leben
Seit den Parlamentswahlen vom Dezember 2008 ist er Abgeordneter im Jatiyo Sangshad. Er vertritt den Wahlkreis Panchagarh-2.